# Akta popruskie
Akta popruskie – umowne określenie zespołu archiwalnego, obejmującego akta dotyczące porozbiorowej pruskiej administracji na dawnych terenach Rzeczypospolitej, które weszły w skład Księstwa Warszawskiego po 1807 r., tj. Prus Południowych i Nowowschodnich.

## Historia zespołu
Akta tego zespołu pozostawały w gestii Generalnego Dyrektorium (niem. Generaldirektorium) aż do jego rozwiązania w 1808 r., kiedy to złożono je w Archiwum Generalnego Dyrektorium. Zespół ten na mocy ustaleń traktatu tylżyckiego z 9 lipca 1807 r. był przekazywany władzom księstwa przez osiem miesięcy (październik 1807–maj 1808). We wrześniu 1808 r. nad aktami przejęło pieczę właśnie utworzone Archiwum Ogólne Krajowe. Inwentaryzacji i uporządkowania tych akt dokonano w latach 1809–1811, po tym jak zostały one złożone na Zamku Królewskim w Warszawie, dokąd przeniesiono je w 1809 r. z wynajmowanych pomieszczeń w budynku na ulicy Świętojerskiej.

### Pertraktacje polsko-niemieckie w 1918
Akta popruskie stały się kartą przetargową pomiędzy niemieckimi władzami okupacyjnymi a powstałymi władzami polskimi w 1918 r. Pozostające po zajęciu Warszawy (5 sierpnia 1915 r.) w gestii Zarządu Archiwalnego (niem. Archivverwaltung) przy Generalnym Gubernatorstwie Warszawskim i inwentaryzowane pospiesznie, po utworzeniu w lutym 1918 r. Wydziału Archiwów Państwowych podległego Ministrowi Wyznań Religijnych i Oświecenia Publicznego w rządzie Królestwa Polskiego, stało się obiektem zabiegów rewindykacyjnych ze strony polskiej. Rokowania ze stroną niemiecką (trwające od marca) dotyczące zwrotu zasobów archiwów państwowych (możliwych w tym momencie do objęcia) nie posuwały się naprzód właśnie z powodu tego zespołu, który władze niemieckie uznawały za własny, na co nie zgadzała się strona polska. W ukonstytuowanej komisji prowadzącej pertraktacje brali udział ze strony polskiej pracownicy Ministerstwa Wyznań Religijnych i Oświecenia Publicznego: Bronisław Dembiński (podsekretarz stanu), Jan Łukasiewicz (szef sekcji Szkolnictwa Wyższego) i Stefan Ehrenkreutz (szef Wydziału Archiwów Państwowych). Po braku porozumienia na dwóch posiedzeniach plenarnych (22 czerwca i 23 września 1918 r.) zdecydowano się powołać podkomisję techniczną (stronę polską reprezentowali: Stefan Ehrenkreutz, Marceli Handelsman, Stanisław Kętrzyński), która miała rozpatrzeć każdą grupę akt z osobna. Cztery posiedzenia tej podkomisji (20 i 25 września oraz 4 i 24 października 1918 r.) również nie doprowadziły do wypracowania wspólnego stanowiska. W toku pertraktacji strona niemiecka zaproponowała wymianę tego zespołu na oławskie Archiwum Sobieskich, na co strona polska nie wyraziła zgody. Rokowania trwały do 11 listopada 1918 r., kiedy to w wyniku zakończenia I wojny światowej, a tym samym zakończenia okupacji niemieckiej, doszło do podpisania protokołu przejęcia zasobów wszystkich archiwów warszawskich przez władze polskie.

### Po 1918
W okresie II Rzeczypospolitej akta popruskie znajdowały się w warszawskim Archiwum Głównym Akt Dawnych (AGAD), skąd zostały przeniesione przez Niemców w lipcu 1940 r. do berlińskiego Tajnego Archiwum Państwa (niem. Geheimes Staatsarchiv). Kolejne działania porządkujące i nową inwentaryzację podjęto od roku 1957 już w Centralnym Archiwum Państwowym w Merseburgu (niem. Deutsches Zentralarchiv), skąd władze polskie przejęły w latach 1962–1963 część zespołu (akta z lat 1793–1806 departamentów: Prus Południowych, Prus Nowowschodnich oraz Solnego). Akta te od tego czasu ponownie są przechowywane w AGAD. Część pozostała w Niemczech została przeniesiona do Geheimes Staatsarchiv Preusicher Kulturbesitz (Berlin-Dahlem).

## Inwentarze
Inwentarz niemiecki akt popruskich powstał w toku prac nas zespołem podjętych w 1957 r. w archiwum merseburskim. Został on przekazany stronie polskiej (w formie mikrofilmu) wraz z rewindykowaną w latach 1962–1963 częścią akt. Inwentarz polski opracował na podstawie wersji niemieckiej Julian Bugajski.